# Strieborná
Strieborná (880 m) – szczyt w Rudawach Słowackich (Slovenské rudohorie). W regionalizacji słowackiej przez przełęcz po wschodniej stronie szczytu biegnie granica między Pogórzem Rewuckim (Revucká vrchovina) a Górami Stolickimi (Stolické vrchy), do których należy Strieborná. 
Strieborná wznosi się nad miejscowościami Rejdová i  Dobszyna (Dobšiná) w grzbiecie oddzielającym dolinę rzeki Slaná od doliny Dobszyńskiego Potoku (Dobšinský potok). W grzbiecie tym, w kolejności od zachodu na wschód znajdują się szczyty: Buchvald (1293 m), Skalie (1076 m), Strieborná, Frivald (718 m) i Končistá.
Stoki północne, opadające do miejscowości Dobszyna i doliny Dobszyńskiego Potoku porasta las, stoki południowe opadające do miejscowości Rejdová są w dużym stopniu bezleśne.